# 34. Sinfonie (Michael Haydn)
Seine Sinfonie Nr. 34 Es-Dur MH 473 (Perger 26) komponierte Michael Haydn im Jahr 1788.

## Allgemeines
Die Sinfonie Nr. 34 zeichnet sich durch folgende Besonderheiten aus:
- Auftreten eines Fagottsolos im zweiten Satz und hohe Töne für das erste Horn im Finalsatz
- polyphone Technik im Finalsatz (Fugato)

## Zur Musik
Besetzung:  zwei Oboen, zwei Hörner in Es und B, zwei Violinen, Viola, Cello, Kontrabass. Zur Verstärkung der Bassstimme wurden damals auch ohne gesonderte Notierung Fagott und Cembalo (sofern im Orchester vorhanden) eingesetzt, wobei die über Beteiligung des Cembalos in der Literatur unterschiedliche Auffassungen bestehen.

Aufführungszeit: ca. 9–10 Minuten.

### 1. Satz: Allegro con brio
Es-Dur, 4/4-Takt, 97 Takte 

Der Satz ist Sonatensatzform geschrieben, ohne Wiederholungszeichen.

### 2. Satz: Adagietto
B-Dur, 3/4-Takt, 44 Takte 

Einfache zweiteilige Form, mit tiefen Tönen in den Trompeten. 

### 3. Satz: Finale-Fugato. Allegro
Es-Dur, 2/2-Takt, 182 Takte, Mischung aus Fuge und früher Sonatensatzform: Fugato 

Das Unisono-Hauptmotiv des Satzes basiert auf dem Hauptmotiv des ersten Satzes.